# والتر بروم
والتر بروم (بالبولندية: Walter Brom)‏ مواليد 14 يناير 1921 في بولندا - الوفاة 18 يونيو 1968، هو لاعب كرة قدم بولندي سابق، كان يلعب في مركز حراسة المرمى. سبق له أن لعب في كأس العالم لكرة القدم مع منتخب بلاده في مونديال عام 1938.

## روابط خارجية
- والتر بروم على موقع الاتحاد الدولي (مؤرشف)  (الإنجليزية)
- والتر بروم على موقع قاعدة بيانات كرة القدم.إي يو (الإنجليزية)